# Cricova
Pour la cave vinicole, voir Cricova (cave).
Cricova est une ville moldave, situé à 15 kilomètres au nord de Chișinău, la capitale du pays.
Cricova est célèbre pour ses caves à vin, ce qui en fait une attraction populaire pour les touristes.

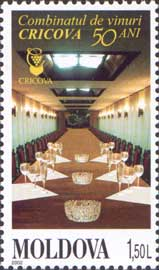
La salle de dégustation de la cave coopérative de Cricova.

## Géographie
Cricova se trouve près de la rivière Ichel, affluent du fleuve Nistre. L'eau de l'Ichel n'est pas utilisée à Cricova car elle est généralement réservée pour la pêche ou les loisirs (baignade, canotage). L'eau potable provient des nappes phréatiques.
Près de la ville se trouvent des carrières utilisées pour l'extraction du calcaire sarmatien (certaines ont plus de 150 ans) et la cave coopérative homonyme.

## Histoire
La ville de Cricova est citée pour la première fois le 31 juillet 1431, sous le nom de Vadul-Pietrei (« le gué de la pierre »). Plus tard, les noms Crăcău (« branchu ») puis Cricău apparaissent dans le calendrier géographique de Zamfir Arbore (en), devenant au fil du temps Cricova.

## Démographie
En 2004, la population de la ville est de 9878 citoyens moldaves, dont 7651 sont Moldaves ethniques, 788 Ukrainiens, 1123 Russes, 82 Gagaouzes, 74 Bulgares, 6 Juifs, 2 Polonais, 29 Tsiganes, et 123 non déclarés.
En 2014, la population a atteint 10.669 habitants.